# Neil Kennedy-Cochran-Patrick
Neil Aylmer Kennedy-Cochran-Patrick (* 5. Mai 1926 in London; † 14. Oktober 1994 in Ordino, Andorra), ab 1970 Neil Aylmer Hunter, 29. Laird of Hunterston, war ein britischer Segler.

## Werdegang
Neil Kennedy-Cochran-Patrick nahm zweimal in der 5,5-m-Klasse als Crewmitglied an den Olympischen Spielen teil. Bei seinem Olympiadebüt 1952 in Helsinki erreichte er mit der Unique, zu deren Crew er neben John Dillon gehörte, den sechsten Platz. Skipper des Bootes war Robert Perry. Mit Dillon und Perry trat Kennedy-Cochran-Patrick auch vier Jahre darauf in Melbourne an, außerdem war auch David Bowker Teil der Crew. Mit der Vision gewannen sie eine von sieben Wettfahrten und beendeten die Regatta mit 4050 Punkten auf dem zweiten Platz hinter den Olympiasiegern um Lars Thörn auf der Rush V aus Schweden und vor dem von Jock Sturrock angeführten australischen Boot Buraddoo, sodass sie die Silbermedaille erhielten.
Er besuchte das Eton College und studierte im Anschluss am Trinity College in Cambridge und an der Sorbonne in Paris. Zudem kämpfte er im Zweiten Weltkrieg. Kennedy-Cochran-Patrick wurde in die Royal Company of Archers aufgenommen. Nachdem er von einem entfernten Verwandten Hunterston Castle geerbt hatte, nahm er am 28. Januar 1970 den Familiennamen und das Wappen des Clan Hunter an, und wurde am selben Tag durch den Lord Lyon King of Arms als erblicher Chief dieses Clans anerkannt.
Er und seine Frau Sonia Furlong hatten sieben Kinder, eine Tochter und sechs Söhne.